# Fabrizio Abbate
Fabrizio Abbate (Terracina, 26 maggio 1940 – Roma, 10 gennaio 2001) è stato un politico italiano.

## Biografia

### Attività politica
Fabrizio Abbate è nato il 26 maggio del 1940 a Terracina. Laureato in Scienze Statistiche, è stato Amministratore di istituzioni pubbliche e sanitarie e funzionario della Regione Lazio.
Il suo approdo alla Democrazia Cristiana è posteriore e conseguente all'attività svolta nei movimenti cattolici. È stato Presidente del circolo Fuci di Terracina dal 1960 al 1964, nonché responsabile diocesano degli stessi universitari cattolici. Dal 1963 al 1965 è nella Direzione Nazionale della Fuci, in qualità di Delegato Regionale per il Lazio.
Nel periodo che va dal 1969 al 1971 è dapprima Commissario del Partito e successivamente Segretario Politico della sezione di Terracina. Nel 1971, al Congresso provinciale di Latina, viene eletto per la prima volta membro del Comitato Provinciale della DC. Nell'ottobre 1973 è eletto Segretario Politico Provinciale all'unanimità, incarico che mantiene fino al marzo del 1976.
Dal novembre del 1975, dopo una lunga esperienza quale Capogruppo consiliare, è Sindaco del Comune di Terracina (a 35 anni), alla cui guida rimane sino al momento della sua candidatura alla Camera dei Deputati nel 1979.
Diventa Consigliere Nazionale della Democrazia Cristiana nel Congresso di Roma del 1976.
Eletto deputato a 38 anni nel 1979, nel collegio Roma-Viterbo-Latina-Frosinone, lavora in Commissione Trasporti ed è tra gli artefici della proposta di legge per l'obbligatorietà del casco alla guida dei ciclomotori; nell'aprile 1992, eletto nella Circoscrizione di Roma-Viterbo-Latina-Frosinone con un numero altissimo di preferenze nominali, partecipa ai lavori della Commissione Antimafia.
Dal 1988 al 1991 è Alto Membro del Collegio Sindacale dell'Istituto Mobiliare Italiano; dal 1984 al 1987 è Membro del Comitato Amministrativo dell'Istituto Superiore di Sanità. Dal 1986 ricopre la carica di Presidente del Comitato Radiotelevisivo della Regione Lazio.
Nel 1995 ha partecipato alla lunga battaglia della scissione del PPI, assumendo un ruolo di primo piano nella costruzione del nuovo partito, collaborando a stretto contatto con il segretario Gerardo Bianco: dal 1995 ricopre il ruolo di Capo della Segreteria Nazionale del PPI.
Tra i costruttori della stagione politica dell'Ulivo, nel 1996 entra nel primo Governo Prodi come Sottosegretario di Stato al Ministero dell'Interno, e nel successivo Governo D'Alema ricopre l'incarico di Sottosegretario di Stato al Ministero della Difesa.
Muore a Roma il 10 gennaio del 2001 all'età di 60 anni.

### Vita privata
Ha sposato nel 1972 Maria Rosaria Saccucci, da cui ha avuto una figlia, Fabrizia.